# Carel Hendrik Ver Huell
Carel Hendrik Ver Huell (4 de febrero de 1764 – 25 de octubre de 1845) fue un oficial naval y estadista holandés. Se casó con María Johanna de Bruyn el 22 de febrero de 1789 en Hummelo y tuvo tres hijos con ella.

## Carrera
Ver-Huell tuvo una carrera accidentada en la que cambió de lealtad varias veces 
Huell tuvo una carrera accidentada, en la que cambió de lealtad varias veces. Sin embargo, no estaba solo en esto (me vienen a la mente Talleyrand y Fouché). En cualquier caso, siempre sirvió diligentemente a su maestro actual y, a menudo, pudo restablecer una buena relación con sus antiguos maestros.

### República holandesa
Ver -Huell ingresó al servicio militar de la República Holandesa como oficial cadete en un regimiento de infantería, pero pronto pasó a la marina y se convirtió en guardiamarina en 1779. A bordo de la fragata Argo (40) participó en el "Asunto de Fielding y Bylandt ", del 30 de diciembre de 1779, durante el cual un convoy holandés, escoltado por un escuadrón al mando del almirante Bylandt, fue atacado en tiempos de paz por un escuadrón británico al mando del comodoro. Carlos Fielding.
En 1781 participó como tercer teniente, todavía a bordo del Argo, en la batalla de Dogger Bank (1781), donde se distinguió. Por su conducta fue nombrado Caballero (tercera clase) de la Orden Militar de Guillermo, por Guillermo II de Holanda en 1843, 62 años después de la batalla. Fue herido durante la batalla y, en recompensa, fue ascendido a segundo teniente.
Sirvió en el Mediterráneo a bordo de varios barcos durante los siguientes años de la Cuarta Guerra Anglo-Holandesa. En 1785 ayudó a reprimir un motín a bordo de un buque de guerra en el Zuiderzee. Por ello fue ascendido a primer teniente.
Sirvió en el Báltico, el Mediterráneo y el Mar del Norte hasta 1789. Ascendido a comandante en 1791, comandó una corbeta en un viaje a las Indias Orientales. En 1792 fue nombrado ayudante del almirante Van Kinsbergen, comandante en jefe de la Armada holandesa. Organizó un cuerpo de marineros armados en tierra. Al año siguiente fue ascendido a capitán.

### República de Bátavia
Como partidario orangista del estatúder Guillermo V, fue despedido, como la mayoría de los oficiales de la marina, después de la revolución de 1795 que resultó en la proclamación de la República de Bátava. Durante los primeros años de aquella República no intentó volver a alistarse, como muchos otros oficiales, como Theodorus Frederik van Capellen. Sin embargo, aparentemente estuvo involucrado en los preparativos del incidente de Vlieter de 1799, cuando, como agente del Statholder exiliado, intentó persuadir a Van Capellen para que organizara un motín.
Después del golpe de 1801 del general Augereau, que llevó al Staatsbewind al poder en la República de Bátava y, en general, a un régimen más conservador, fue elegido alcalde de su lugar de nacimiento, Doetinchem (el mismo cargo que había ocupado su padre) en 1802.

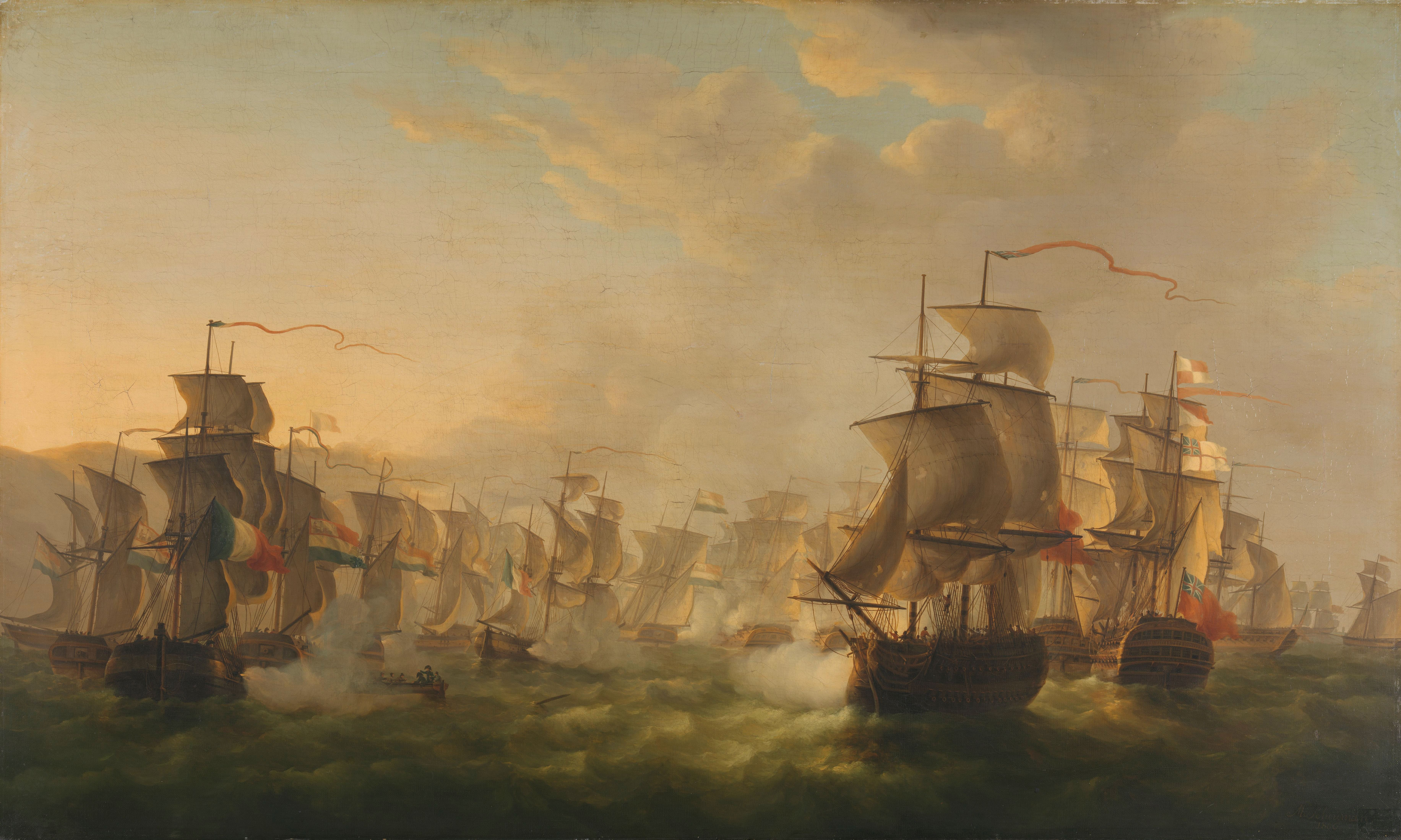
Batalla de Blanc-Nez y Gris-Nez, 18 de julio de 1805, por Martinus Schouman.

Al año siguiente estalló de nuevo la guerra, y se suponía que la Armada de Batavia participaría en la invasión planificada de Inglaterra. Para ello se construyó en la República una gran flotilla de barcos de fondo plano, que debían ser transportados por mar hasta Boulogne-sur-Mer, donde se encontraba el principal punto de partida de la invasión. Ver Huell fue seleccionado para liderar esta peligrosa misión como vicealmirante. En 1804 trajo gran parte de la flotilla de Vlissingen a Dunkerque. Durante esta misión pudo defenderse de un ataque a esta flotilla por parte del almirante Sir William Sidney Smith cerca de Ostende. Esta hazaña ante los ojos del propio Napoleón le valió la membresía de la Legión de Honor. En 1805 se le asignó nuevamente el transporte de la flotilla y pudo llevarla a Boulogne, a pesar de ser atacado por un escuadrón británico más grande y más fuerte
El Staatsbewind nombró al almirante Ver Huell ministro de Marina, pero éste al principio rechazó el nombramiento porque había sido nombrado comandante del ala derecha del ejército naval, que Napoleón había reunido en Boulogne. Sólo después de que el proyecto de invasión fuera cancelado asumió su cargo ministerial. Permaneció en este puesto bajo el nuevo régimen de Rutger Jan Schimmelpenninck en 1805.
Sin embargo, durante su estancia en Francia se convirtió en un confidente de Napoleón y ahora entabló correspondencia secreta con Talleyrand y Napoleón en la que socavó la posición de Schimmelpenninck. Esto lo colocó en una excelente posición para ayudar a preparar la transición al Reino de Holanda, que Napoleón deseaba. Encabezó la delegación del gobierno holandés que el 6 de junio de 1806 solicitó al hermano de Napoleón, Luis Napoleón, convertirse en rey de Holanda. Por este servicio fue ascendido a Grand Aigle de la Légion d'honneur.

### Reino de Holanda
El nuevo rey lo nombró mariscal de Holanda y lo continuó como Ministro de Marina. En 1807 lo nombró embajador en Francia.
Durante la Campaña Walcheren de 1809 el almirante Ver-Huell tomó temporalmente el mando de la marina real del reino, a bordo del Koninklijken Hollander, y defendió adecuadamente las costas del país. Para ello Luis lo creó conde de Zevenaar.
Mientras tanto, sin embargo, Ver Huell siguió manteniendo correspondencia con Napoleón. Fue un implementador concienzudo de las políticas del emperador, incluso cuando no redundaban en interés de su país natal, como el Sistema Continental, mientras que Luis estaba más inclinado a enfrentarse a su hermano y defender los intereses de sus súbditos. En este conflicto de intereses, Ver-Huell se puso firmemente del lado de Napoleón y Francia. Como en los últimos días de la República de Bátava, jugó un papel decisivo en provocar la caída del Reino.

### Imperio francés
Después de la anexión de los Países Bajos al Imperio francés en julio de 1810, Ver-Huell fue nombrado vicealmirante de la marina imperial francesa. Como tal, fue puesto a cargo de las fuerzas navales francesas en la costa del norte de Alemania y en el Báltico, entre Emden y Danzig. En 1811, Napoleón lo nombró Conde del Imperio (con una propina de 10.000 francos) y le concedió una pensión de 15.000 francos.
En 1812 fue nombrado Gran Mariscal del Imperio y se le dio el mando naval de Den Helder. Esta era todavía su posición cuando el nuevo "Príncipe Soberano", Guillermo I de los Países Bajos, tomó el poder en diciembre de 1813, tras el colapso militar del Imperio. Ver-Huell resistió contra las fuerzas holandesas sitiadoras en la fortaleza de Den Helder hasta la abdicación de Napoleón en 1814. Luego partió hacia Francia como exiliado.

### Restauración borbónica
En 1814 (como un puesto en el nuevo gobierno de William era imposible debido a su tenaz defensa de Den Helder), Ver Huell adquirió la nacionalidad francesa bajo el rey restaurado Luis XVIII de Francia. Luis también lo mantuvo en su rango naval y títulos nobiliarios. Lo nombró chevalier dans l'ordre de Mérite militaire ( Orden del Mérito Militar ). También lo puso a cargo de la defensa naval de la costa norte francesa. Durante los Cien Días, Ver Huell se mantuvo leal al régimen borbónico. Sin embargo, cuando Napoleón quiso escapar a los Estados Unidos tras su segunda abdicación en 1815, pidió que se pusiera a cargo del intento a Ver-Huell, debido a su reputación de corredor de bloqueo. Sin embargo, el ministro de Marina, Denis Decrès, decidió que un mando tan pequeño estaría por debajo de la dignidad de Ver-Huell (sin consultar a Ver-Huell, quien más tarde declaró que habría sido un honor).
Ver-Huell dimitió de la marina francesa en 1816. Fue nombrado par de Francia el 5 de marzo de 1819. Esto lo convirtió en miembro vitalicio de la Cámara de Parejas. En 1836 sirvió brevemente como embajador de Francia en Berlín. Murió el 25 de octubre de 1845.

## Hechos diversos
Existe un rumor, probablemente carente de fundamentos, pero difícil de desmentir, de que Ver-Huell mantuvo una relación sexual con la reina Hortense, consorte del rey Luis de Holanda. Según este rumor, fue padre del futuro emperador Napoleón III de Francia.
El nombre de Ver-Huell está inscrito en el Arco de Triunfo de París como uno de los generales de Napoleón (primera columna, cuarta desde arriba, entre Dembarrere y Rouyer).
Ver Huell fue enterrado en el cementerio de Père Lachaise. La lápida lleva la inscripción: Concesión a perpétuité de la famille de Mr. l'Amiral comte Ver Huell Pair de France. Su hermano Christiaan Anthonie Ver Huell (también vicealmirante holandés) y sus dos hijos también están enterrados en este cementerio.

## enlaces externos
Media related to Carel Hendrik Ver Huell at Wikimedia Commons
- Tumba (in Dutch)

- Datos: Q322198
- Multimedia: Carel Hendrik Ver Huell / Q322198